# George Ernest Wright
George Ernest Wright nació en 1909 y falleció en 1974. Lideró los estudios del Antiguo Testamento, la arqueología bíblica y fue un experto en arqueología del Cercano Oriente. Fue bastante célebre por sus trabajos de datación de cerámicas.
Nació en Ohio, hijo de un ministro presbiteriano y recibió su BA en el Colegio Wooster de Ohio y su licenciatura en teología del Seminario Teológico de McCormick en 1934. Ese mismo año fue ordenado en la Iglesia Presbiteriana. Wright fue uno de los más notables defensores de la relevancia del estudio del Antiguo Testamento para la fe cristiana.
Estudió con William Foxwell Albright en la Johns Hopkins University, donde recibió su M.A. en 1936 y su PhD en 1937. Enseñó historia del Antiguo Testamento y teología en el seminario MacCormick entre 1939 y 1958. Se unió a la Facultad de la Harvard Divinity School en 1958 en donde fue profesor de planta, así como personal del Museo Semítico hasta su muerte en 1974.
El profesor Wright publicó numerosas monografías y artículos en diferentes tópicos que van desde teología bíblica a arqueología bíblica. Fundó además la revista La Arqueología bíblica.

## Expediciones arqueológicas
Durante su carrera como enseñante, el profesor Wright dirigió tres expediciones arqueológicas:
- (1956-1974) Expedición arqueológica Drew-McCormick a Shechem;
- (1964-1965) Hebrew Union College Biblical y Escuela de expedición arqueológica al Tell Gezer;
- (1971-1974) Expedición estadounidense a Idalion, Cipro.